# Prochilodus binotatus
Prochilodus binotatus es una especie de pez de la familia Prochilodontidae en el orden de los Characiformes.

## Hábitat
Es un pez de agua dulce.